# Oscar 2011
A 83.ª Entrega dos Prêmios da Academia, ou simplesmente Oscar 2011, foi a cerimônia da indústria cinematográfica estadunidense que premiou os melhores filmes de 2010, tendo lugar no Teatro Kodak, em Hollywood. Teve como apresentadores os atores James Franco e Anne Hathaway.
Em eventos promovidos pela Academia, houve a segunda edição do Governors Awards no Hollywood and Highland Center em 13 de novembro de 2010. Em 12 de fevereiro de 2011, o Oscar Científico ou Técnico foi apresentado por Marisa Tomei em Beverly Hills, Califórnia.
A Origem e O Discurso do Rei venceram quatro estatuetas cada, sendo o último o vencedor da categoria principal, melhor filme. Dentre os outros vencedores estão The Social Network com três prêmios; Alice in Wonderland, The Fighter e Toy Story 3 com duas vitórias e Black Swan, God of Love, Hævnen, Inside Job, The Lost Thing, Strangers No More e The Wolfman finalizam os filmes premiados com uma estatueta.

## Indicados e vencedores
Indica o vencedor dentro de cada categoria.
| Melhor Filme The King's Speech - Iain Canning, Emile Sherman e Gareth Unwin - Black Swan – Mike Medavoy, Brian Oliver e Scott Franklin - The Fighter – David Hoberman, Todd Lieberman e Mark Wahlberg - Inception – Emma Thomas e Christopher Nolan - The Kids Are All Right – Gary Gilbert, Jeffrey Levy-Hinte e Celine Rattray - 127 Hours – Christian Colson, Danny Boyle e John Smithson - The Social Network – Scott Rudin, Dana Brunetti, Michael De Luca e Ceán Chaffin - Toy Story 3 – Darla K. Anderson - True Grit – Scott Rudin, Joel e Ethan Coen - Winter's Bone – Anne Rosellini e Alix Madigan-Yorkin | Melhor Diretor Tom Hooper — The King's Speech - Darren Aronofsky — Black Swan - David Fincher — The Social Network - David O. Russel — The Fighter - Joel e Ethan Coen — True Grit |
| Melhor Ator/Actor (Principal) Colin Firth — The King's Speech como Rei George VI - James Franco — 127 Hours como Aron Ralston - Javier Bardem — Biutiful como Uxbal - Jeff Bridges — True Grit como Rooster Cogburn - Jesse Eisenberg — The Social Network como Mark Zuckerberg | Melhor Atriz/Actriz (Principal) Natalie Portman — Black Swan como Nina Sayers - Annette Bening — The Kids Are All Right como Nicole "Nic" Allgood - Jennifer Lawrence — Winter's Bone como Ree Dolly - Michelle Williams — Blue Valentine como Cynthia "Cindy" Heller - Nicole Kidman — Rabbit Hole como Becca Corbett |
| Melhor Ator/Actor Coadjuvante/Secundário Christian Bale — The Fighter como Dicky Eklund - Geoffrey Rush — The King's Speech como Lionel Logue - Jeremy Renner — The Town como James "Jem" Coughlin - John Hawkes — Winter's Bone como Teardrop Dolly - Mark Ruffalo — The Kids Are All Right como Paul Hatfield | Melhor Atriz/Actriz Coadjuvante/Secundária Melissa Leo — The Fighter como Alice Eklund-Ward - Amy Adams — The Fighter como Charlene Fleming - Helena Bonham Carter — The King's Speech como Rainha Elizabeth - Hailee Steinfeld — True Grit como Mattalyn "Mattie" Ross - Jacki Weaver — Animal Kingdom como Janine "Smurf" Cody |
| Melhor Roteiro/Argumento - Original The King's Speech — David Seidler - Another Year — Mike Leigh - The Fighter — Scott Silver, Paul Tamasy e Eric Johnson - Inception — Christopher Nolan - The Kids Are All Right — Lisa Cholodenko e Stuart Blumberg | Melhor Roteiro/Argumento - Adaptado The Social Network — Aaron Sorkin por The Accidental Billionaires de Ben Mezrich - 127 Hours — Danny Boyle e Simon Beaufoy por Between a Rock and a Hard Place de Aron Ralston - Toy Story 3 — Michael Arndt, John Lasseter, Andrew Stanton e Lee Unkrich, sequência - True Grit — Joel e Ethan Coen por True Grit de Charles Portis - Winter's Bone — Debra Granik e Anne Rosellini por Winter's Bone de Daniel Woodrell |
| Melhor Filme de Animação Toy Story 3 — Lee Unkrich - How to Train Your Dragon — Chris Sanders e Dean DeBlois - The Illusionist — Sylvain Chomet | Melhor Filme Estrangeiro Hævnen ( Dinamarca) — Susanne Bier - Biutiful ( México) — Alejandro González Iñárritu - Kynodontas ( Grécia) — Yorgos Lanthimos - Incendies ( Canadá) — Denis Villeneuve - Hors-la-loi ( Argélia) — Rachid Bouchareb |
| Melhor Documentário em Longa-metragem Inside Job – Charles Ferguson e Audrey Marrs - Exit Through the Gift Shop – Banksy e Jaimie D'Cruz - Gasland – Josh Fox e Trish Adlesic - Restrepo – Tim Hetherington e Sebastian Junger - Lixo Extraordinário – Lucy Walker e Angus Aynsley | Melhor Documentário em Curta-metragem Strangers No More – Karen Goodman e Kirk Simon - Killing in the Name – Jed Rothstein - Poster Girl – Sara Nesson - Sun Come Up – Jennifer Redfearn e Tim Metzger - The Warriors of Qiugang – Ruby Yang e Thomas Lennon |
| Melhor Curta-metragem God of Love – Luke Matheny - The Confession – Tanel Toom - The Crush – Michael Creagh - Na Wewe – Ivan Goldschmidt - Wish 143 – Ian Barnes | Melhor Animação em Curta-metragem The Lost Thing – Andrew Ruhemann e Shaun Tan - Day & Night – Teddy Newton - The Gruffalo – Max Lang e Jakob Schuh - Let's Pollute – Geefwee Boedoe - Madagascar, carnet de voyage – Bastien Dubois |
| Melhor Trilha Sonora/Banda Sonora The Social Network – Trent Reznor e Atticus Ross - 127 Hours – A. R. Rahman - How to Train Your Dragon – John Powell - Inception – Hans Zimmer - The King's Speech – Alexandre Desplat | Melhor Canção original "We Belong Together" de Toy Story 3 – Randy Newman - "Coming Home" de Country Strong – Bob DiPiero, Tom Douglas, Hillary Lindsey e Troy Verges - "If I Rise" de 127 Hours – A. R. Rahman, Rollo Armstrong e Dido - "I See the Light" de Tangled – Alan Menken e Glenn Slater |
| Melhor Edição de Som Inception – Richard King - Toy Story 3 – Tom Myers e Michael Silvers - Tron: Legacy – Gwendolyn Yates Whittle e Addison Teague - True Grit – Skip Lievsay e Craig Berkey - Unstoppable – Mark P. Stoeckinger | Melhor mixagem/mistura de Som Inception – Lora Hirschberg, Gary A. Rizzo e Ed Novick - The King's Speech – Paul Hamblin, Martin Jensen e John Midgley - Salt – Jeffrey J. Haboush, Greg P. Russell, Scott Millan e William Sarokin - The Social Network – Ren Klyce, David Parker, Michael Semanick e Mark Weingarten - True Grit – Skip Lievsay, Craig Berkey, Greg Orloff e Peter F. Kurland                                                                |
| Melhor Direção de Arte Alice in Wonderland – Robert Stromberg e Karen O'Hara - Harry Potter and the Deathly Hallows – Part 1 – Stuart Craig e Stephenie McMillan - Inception – Guy Hendrix Dyas, Larry Dias e Doug Mowat - The King's Speech – Eve Stewart e Judy Farr - True Grit – Jess Gonchor e Nancy Haigh | Melhor Cinematografia/Fotografia Inception – Wally Pfister - Black Swan – Matthew Libatique - The King's Speech – Danny Cohen - The Social Network – Jeff Cronenweth - True Grit – Roger Deakins |
| Melhor Maquiagem/Caracterização The Wolfman – Rick Baker e Dave Elsey - Barney's Version – Adrien Morot - The Way Back – Edouard F. Henriques, Gregory Funk e Yolanda Toussieng | Melhor Figurino/Guarda-Roupa Alice in Wonderland – Colleen Atwood - Io sono l'amore – Antonella Cannarozzi - The King's Speech – Jenny Beavan - The Tempest – Sandy Powell - True Grit – Mary Zophres |
| Melhor Edição/Montagem The Social Network – Angus Wall e Kirk Baxter - Black Swan – Andrew Weisblum - The Fighter – Pamela Martin - The King's Speech – Tariq Anwar - 127 Hours – Jon Harris | Melhores Efeitos Visuais Inception – Paul Franklin, Chris Corbould, Andrew Lockley e Peter Bebb - Alice in Wonderland – Ken Ralston, David Schaub, Carey Villegas e Sean Phillips - Harry Potter and the Deathly Hallows – Part 1 – Tim Burke, John Richardson, Christian Manz e Nicolas Aithadi - Hereafter – Michael Owens, Bryan Grill, Stephan Trojanski e Joe Farrell - Iron Man 2 – Janek Sirrs, Ben Snow, Ged Wright e Dan Sudick                      |

## Oscar Honorário
- Kevin Brownlow
- Jean-Luc Godard
- Eli Wallach

## Prêmio Memorial Irving G. Thalberg
- Francis Ford Coppola

## Filmes com múltiplos prêmios
- 4 - A Origem e The King's Speech
- 3 - The Social Network
- 2 - Alice in Wonderland, The Fighter, e Toy Story 3

## Filmes com múltiplas indicações
- 12 - O Discurso do Rei
- 10 - True Grit
- 8 - A Origem e The Social Network
- 7 - The Fighter
- 6 - 127 Hours
- 5 - Black Swan e Toy Story 3
- 4 - The Kids Are All Right, e Winter's Bone
- 3 - Alice in Wonderland
- 2 - Biutiful, Harry Potter and the Deathly Hallows Part - 1 e How to Train Your Dragon

## Apresentadores de prêmios
- Tom Hanks - Melhor direção de arte/direcção artística e Melhor fotografia
- Kirk Douglas - Melhor atriz coadjuvante/actriz num papel secundário
- Justin Timberlake e Mila Kunis - Melhor curta-metragem de animação e Melhor filme de animação
- Josh Brolin e Javier Bardem - Melhor roteiro original/argumento original e Melhor roteiro adaptado/argumento adaptado
- Russell Brand e Helen Mirren - Melhor filme em língua não-inglesa
- Reese Witherspoon - Melhor ator coadjuvante/actor num papel secundário
- Hugh Jackman e Nicole Kidman - Homenagem ao cinema mudo e Melhor trilha sonora/banda sonora
- Scarlett Johansson e Matthew McConaughey - Melhor mixagem de som/mistura sonora e Melhor edição de som/montagem sonora
- Marisa Tomei - Apresentação do Sci-Tech Awards
- Cate Blanchett - Melhor maquiagem/caracterização e Melhor figurino/guarda-roupa
- Kevin Spacey - Interlúdio para apresentação de duas canções originais
- Amy Adams e Jake Gyllenhaal - Melhor documentário de curta-metragem e Melhor curta-metragem
- Oprah Winfrey - Melhor documentário
- Billy Crystal - Discurso sobre o primeiro Oscar televisionado
- Robert Downey Jr. e Jude Law - Melhores efeitos visuais/efeitos especiais e Melhor edição/montagem
- Jennifer Hudson - Interlúdio para apresentação de duas canções originais e Melhor canção original
- Halle Berry - Tributo à Lena Horne
- Hilary Swank - Introdução a Kathryn Bigelow
- Kathryn Bigelow - Melhor diretor/realizador
- Annette Bening - Apresentação do Governors Awards
- Jeff Bridges - Melhor atriz/actriz
- Sandra Bullock - Melhor ator/actor
- Steven Spielberg - Melhor filme

## Apresentações musicais
- Randy Newman - "We Belong Together"
- Mandy Moore, Alan Menken e Zachary Levi - "I See the Light"
- Florence Welch e A. R. Rahman - "If I Rise"
- Gwyneth Paltrow - "Coming Home"
- Celine Dion - "Smile" (Segmento In Memoriam)
- William Ross e PS22 chorus - "Over the Rainbow"

## Apresentadores doTapete vermelho
- Tim Gunn
- Maria Menounos
- Robin Roberts
- Krista Smith

## In Memoriam
O segmento In Memoriam, que contou com uma apresentação de Celine Dion da canção "Smile", de Charlie Chaplin, fez um tributo para os seguintes indivíduos:
| - John Barry - Grant McCune - Tony Curtis - Edward Limato - Tom Mankiewicz - Gloria Stuart - William A. Fraker - Joseph Strick - Lionel Jeffries - Sally Menke - Ronni Chasen - Leslie Nielsen - Robert B. Radnitz - Claude Chabrol - Pete Postlethwaite - Bill Littlejohn - Pierre Guffroy - Patricia Neal - George Hickenlooper - Irving Ravetch - Robert Culp | - Robert F. Boyle - Mario Monicelli - Lynn Redgrave - Elliott Kastner - Dede Allen - Peter Yates - Anne Francis - Arthur Penn - Theoni Aldredge - Susannah York - Ronald Neame - David L. Wolper - Jill Clayburgh - Alan Hume - Irvin Kershner - Dennis Hopper - Dino De Laurentiis - Blake Edwards - Kevin McCarthy - Lena Horne |